# 7e division d'infanterie (Empire allemand)
Pour les articles homonymes, voir 7e division d'infanterie.
La 7e division d'infanterie est une unité de l'armée allemande qui participe aux guerres austro-prussienne, franco-allemande de 1870 et à la Première Guerre mondiale. Lors de ce conflit, la division est engagée uniquement sur le front ouest. Elle est intégrée à la Ire armée et participe aux combats de débordement de l'aile gauche alliée (bataille du Cateau). Elle participe à la bataille de la Marne et lors de la course à la mer, elle occupe une partie du front vers Arras. Elle combat ensuite lors des batailles d'Artois de l'année 1915, puis renforce les troupes allemandes lors de la bataille de la Somme. Elle est présente au cours de l'année 1917 dans les Flandres et l'Artois et participe aux batailles de Messines, de la cote 70 et de Passchendaele. En 1918, la 7e division est engagée dans la bataille de la Lys, puis est envoyée en Champagne pour prendre part à la bataille de Champagne le 15 juillet 1918. À partir de cette date, la division reste dans ce secteur et participe aux combats défensifs devant les actions alliées. En 1919, la division de retour en Allemagne est dissoute.

## Guerre austro-prussienne de 1866 et guerre franco-allemande de 1870

### Composition en 1866
- 13e brigade d'infanterie, Julius von Groß

26e régiment d'infanterie, colonel Alexander von Medem
66e régiment d'infanterie, colonel Adolf von Blanckensee (de)
- 14e brigade d'infanterie, général de division Helmuth von Gordon

27e régiment d'infanterie, colonel Franz von Zychlinski
67e régiment d'infanterie, colonel Eduard von Bothmer
- Division de cavalerie 10e régiment de hussards (de), colonel Hermann von Besser

### Composition en 1870
- 13e brigade d'infanterie

26e régiment d'infanterie
66e régiment d'infanterie
- 14e brigade d'infanterie

27e régiment d'infanterie
93e régiment d'infanterie
- 4e bataillon de chasseurs à pied
- 7e régiment de dragons

### Historique
La 7e division d'infanterie est engagée lors de la guerre austro-prussienne et combat lors de la bataille de Sadowa. Au cours de la guerre franco-allemande de 1870, la division est engagée dans les batailles de Beaumont et de Sedan. Elle participe également au siège de Paris.

## Première Guerre mondiale

### Composition
Le recrutement de la division provient de la province de Magdebourg en Saxe prussienne et d'une partie de la Thuringe.

#### Temps de paix, début 1914
- 13e brigade d'infanterie (Magdebourg)

26e régiment d'infanterie (Magdebourg)
66e régiment d'infanterie
- 14e brigade d'infanterie (Halberstadt)

27e régiment d'infanterie (Halberstadt)
165e régiment d'infanterie (Quedlinbourg) et (Blankenburg)
- 7e brigade de cavalerie (Magdebourg)

10e régiment de hussards (de) (Stendal)
16e régiment d'ulhans (Salzwedel) et (Gardelegen)
- 7e brigade d'artillerie de campagne (Magdebourg)

4e régiment d'artillerie de campagne (Magdebourg)
40e régiment d'artillerie de campagne (de)

#### Composition à la mobilisation
- 13e brigade d'infanterie

26e régiment d'infanterie
66e régiment d'infanterie
- 14e brigade d'infanterie

27e régiment d'infanterie
165e régiment d'infanterie
- 7e brigade d'artillerie de campagne

4e régiment d'artillerie de campagne « prince-régent Luitpold de Bavière » (régiment d'artillerie de campagne magdebourgeois)
40e régiment de campagne (régiment d'artillerie de campagne d'Altmark)
- 3 escadrons du 10e régiment de hussards
- 1re compagnie 4e bataillon du génie magdebourgeois (de)

#### 1915 - 1916
Au cours de l'année 1915, la division passe d'une organisation à deux brigades et quatre régiments d'infanterie à une organisation triangulaire d'une brigade de trois régiments d'infanterie.
- 14e brigade d'infanterie

27e régiment d'infanterie
66e régiment d'infanterie
165e régiment d'infanterie
- 7e commandement d'artillerie divisionnaire

4e régiment d'artillerie de campagne « prince-régent Luitpold de Bavière » (régiment d'artillerie de campagne magdebourgeois)
40e régiment de campagne (régiment d'artillerie de campagne d'Altmark)
- 2 escadrons du 10e régiment de hussards
- 1re compagnie du 4e bataillon de pionniers

#### 1917
- 14e brigade d'infanterie

66e régiment d'infanterie
165e régiment d'infanterie
393e régiment d'infanterie
- 7e commandement d'artillerie divisionnaire

40e régiment de campagne (régiment d'artillerie de campagne d'Altmark)
- 2 escadrons du 10e régiment de hussards
- 1re compagnie du 4e bataillon de pionniers

#### 1918
- 14e brigade d'infanterie

66e régiment d'infanterie
165e régiment d'infanterie
393e régiment d'infanterie
- 7e commandement d'artillerie divisionnaire

40e régiment de campagne (régiment d'artillerie de campagne d'Altmark)
1er bataillon  du 20e régiment d'artillerie de réserve
- 2 escadrons du 10e régiment de hussards
- 1re et 3e compagnies du 4e bataillon de pionniers

### Historique
Au déclenchement de la Première Guerre mondiale, la 7e division d'infanterie fait partie avec la 8e division d'infanterie du IVe corps d'armée subordonné à la Ire armée allemande du général von Kluck.

#### 1914
- 2 - 16 août : la 14e brigade est détachée de la division et fait partie des troupes engagée dans l'attaque sur Liège, la division est reformée le 16 août.
- 16 - 22 août : conquête de la Belgique, la division est à Louvain le 18 août, dans la région de Bruxelles le 20 août.
- 23 - 27 août : mouvement vers l'ouest de Saint-Ghislain, franchissement du canal Mons-Condé pour tourner et attaquer le 24 août l'aile gauche du BEF pour exploiter les résultats de la bataille de Mons. Poursuite des troupes alliées, engagée le 26 août dans la bataille du Cateau. Combat au corps à corps dans la ville du Cateau.
- 28 août - 5 septembre : poursuite des troupes alliées, la division atteint et franchit la Somme entre le 28 et le 30 août. Elle franchit ensuite la Marne et stationne le 5 septembre au-delà du Grand Morin dans la région de Coulommiers près de Choisy-en-Brie.
- 6 - 10 septembre : engagée dans la bataille de la Marne, devant l'évolution de la bataille, la division se replie au-delà de la Marne pour intervenir à partir du 7 septembre dans la bataille de l'Ourcq dans la région de Trocy. Le 9 septembre, en début d'après-midi, début de retraite en direction de Soissons.
- 11 septembre - 28 septembre : poursuite du retrait jusqu'à la ligne de l'Aisne. Engagée dans la bataille de l'Aisne, combats à Cuisy-en-Almont, Morsain, Nouvron-Vingré et Fontenoy.
- 29 septembre - 13 octobre : la division avec le 4e corps d'armée est transférée à la 6e armée allemande et envoyée en Artois. La division occupe un secteur au sud d'Arras dans la région de Monchy-au-Bois, Ransart, Wailly.
- 14 octobre 1914 - 9 mai 1915 : la division occupe un secteur à l'est d'Arras dans le secteur de Tilloy-lez-Cambrai.

14 - 24 décembre : retrait de la division, mouvement dans les Flandres, mise en réserve de l'armée.
À partir du 25 décembre, la division occupe un secteur au sud de la Scarpe dans la région de l'Artois.
mars 1915 : la division passe d'une organisation à 4 régiments et deux brigades à une organisation triangulaire d'une brigade de 3 régiment d'infanterie. le 66e régiment d'infanterie est transféré à la 52e division d'infanterie.

#### 1915
- 9 mai - 25 septembre : Engagée à partir du 9 mai dans la bataille de l'Artois, des unités sont envoyées en renfort dans la région de Neuville-Saint-Vaast. Entre le 12 et le 13 mai, la division a de nombreux prisonniers et de fortes pertes.

12 juin : relève du secteur au sud de la Scarpe.
13 juin : engagée à nouveau entre Lorette et Angres. Devant l'attaque française au nord de la route Souchez à Aix-Noulette, la division subit de lourdes pertes.
mois de juillet et août : la division tient un secteur au sud de la voie ferrée reliant Lens à Grenay au nord de Souchez.
- 25 septembre 1915 - 3 juillet 1916 : engagée dans la bataille de l'Artois d'automne au nord du Bois en Hache devant Angres et Liévin. À partir du mois de novembre, la division occupe un secteur au sud-ouest de Loos jusqu'en juillet 1916.

#### 1916
- 3 - 13 juillet : retrait du front et mouvement vers Cambrai.
- 13 - 28 juillet : engagée dans la bataille de la Somme entre Pozières et Bazentin-le-Petit, combat à Bazentin, la division subit de lourdes pertes.
- 28 juillet - 18 septembre : retrait du front, repos dans la région de Valenciennes. À partir du 9 août, la division tient un secteur dans la région est d'Arras. Le 27e régiment d'infanterie est transféré à la 211e division d'infanterie et remplacé par le 393e régiment d'infanterie[3].
- 18 septembre - 2 octobre : à nouveau engagée dans la bataille de la Somme dans la région de Courcelette (bataille de la crête de Thiepval) et subit de fortes pertes.
- 2 octobre 1916 - 28 mai 1917 : retrait du front, à partir du 5 octobre la division tient un secteur au sud-est de Loos. Le 10 novembre, retrait du front et mouvement vers La Bassée ; occupe un secteur au sud du canal la Bassée. Durant cette période, nombreuses escarmouches avec les troupes britanniques.

#### 1917
- 28 mai - 19 juin : retrait du front, mouvement vers Ypres ; stationnement et mise en réserve de l'armée dans le secteur de Hollebeke-Wytschaete. À partir du 7 juin, engagée comme renfort dans la bataille de Messines. La division subit des pertes importantes.
- 19 juin - 27 juillet : retrait du front, mouvement par V.F. en Alsace dans la région de Mulhouse ; repos.
- 27 juillet - 3 août : mouvement par V.F du 27 au 28 juillet en passant par Mulhouse, Strasbourg, Sarreguemines, Metz, Thionville, Sedan, Hirson, Valenciennes, Saint-Amand ; repos dans la région Saint-Amand, Orchies[3].
- 3 août - début septembre : tient un secteur au nord de Lens à proximité de Loos-en-Gohelle. Engagée à partir du 15 août, dans la bataille de la cote 70 la division subit des pertes importantes.
- début septembre - 21 septembre : retrait du front et repos dans la région de Pont-à-Marcq.
- 21 septembre - 29 octobre : tient un secteur entre le canal de La Bassée et Hulluch, retrait du front fin octobre.
- 29 octobre 1917 - 4 février 1918 : engagée sur le front d'Ypres dans la bataille de Passchendaele entre Bécelaere et Gheluvet.

#### 1918
- 4 février - 3 mars : retrait du front, mouvement dans la région de Eeklo ; repos et instruction.
- 3 - 28 mars : relève la 8e division de réserve bavaroise (de)[3], tient un secteur du front vers Bécelaere.
- 28 mars - 9 avril : retrait du front et repos.
- 9 avril - 1er mai : engagée dans la bataille de la Lys, combat vers Hollebeke, Messines, Wytschaete.

25 avril : participe à l'attaque du canal Ypres-Comines.
- 1er mai - 7 juin : retrait du front et repos dans la région de Kruishoutem, près de Deyuze.
- 8 juin - 11 juin : mouvement par étapes, Audenarde, Courtrai, Lille, Douai, Cambrai et Ham. Mouvement vers le front dans le secteur de Montdidier vers Roye et Tilloloy[4].
- 14 - 24 juin : occupe un secteur du front entre Ressons-sur-Matz et Marquéglise.
- 26 juin - 4 juillet : retrait du front et repos vers Saint-Quentin puis vers Origny à partir du 30 juin.
- 4 - 10 juillet : mouvement par étapes vers la Champagne, passe par Guise, Hirson, Liart, Charleville, Sedan, Grandpré, Monthois, Manre[4].
- 10 juillet - 15 août : engagée à partir du 15 juillet dans la bataille de Champagne, attaque à Repon à l'est de Tahure. La division subit des pertes très lourdes lors de cette bataille.
- 15 - 25 août : retrait du front, mouvement par V.F. vers Chauny en passant par Laon ; repos.
- 26 août - 3 septembre : en ligne au sud de Juvigny (au nord de Soissons). Combats défensifs, repli de la division sur Leuilly-sous-Coucy dans la nuit du 31 août au 1er septembre[n 2].
- 3 - 24 septembre : retrait du front et repos dans la région d'Attigny.
- 24 septembre - 24 octobre : envoyée en renfort dans le secteur de Somme-Py, combats défensifs à partir du 3 octobre lors de l'offensive Meuse-Argonne ; à partir du 22 octobre, en seconde ligne, repli sur La Neuville-en-Tourne-à-Fuy et Juniville.
- 24 octobre - 11 novembre : retrait du front ; repos. La division est ensuite transférée en Allemagne, où elle est dissoute lors de l'année 1919.

## Chefs de corps
| Grade                        | Nom                                   | Date                                |
| ---------------------------- | ------------------------------------- | ----------------------------------- |
| Generalmajor                 | Karl Friedrich Ludwig von Lobenthal   | 13 mars 1816 - 14 mars 1820         |
| Generalmajor                 | Georg Leopold Gustav August von Hake  | 20 mars 1820 - 3 septembre 1830     |
| Generalmajor                 | Adolf Eduard von Thile                | 4 septembre 1830 - 29 mars 1838     |
| Generalmajor                 | Wilhelm von Ditfurth                  | 30 mars 1838 - 30 mai 1840          |
| Generalleutnant              | Auguste de Wurtemberg                 | 4 avril 1854 - 4 août 1856          |
| Generalleutnant              | Karl Eberhard Herwarth von Bittenfeld | 5 août 1856 - 11 juin 1860          |
| Generalmajor                 | Albrecht von Sydow                    | 12 juin 1860 - 12 mars 1861         |
| Generalmajor/Generalleutnant | Wilhelm von Schmidt                   | 13 mars 1861 - 14 avril 1862        |
| Generalleutnant              | Bogislaw von Ciesielski (de)          | 15 avril - 10 novembre 1862         |
| Generalmajor/Generalleutnant | Konstantin Bernhard von Voigts-Rhetz  | 24 janvier 1863 - 16 octobre 1864   |
| Generalmajor/Generalleutnant | Eduard von Fransecky                  | 21 novembre 1864 - 10 juillet 1870  |
| Generalmajor/Generalleutnant | Julius von Groß                       | 11 juillet 1870 - 22 septembre 1873 |
| Generalleutnant              | Richard von Mirus (de)                | 27 avril - 14 octobre 1874          |
| Generalmajor/Generalleutnant | Louis von Rothmaler                   | 15 octobre 1874 - 24 mai 1875       |
| Generalmajor/Generalleutnant | Karl von Schmidt (de)                 | 25 mai - 25 août 1875               |
| Generalmajor/Generalleutnant | Gustav von Stiehle                    | 28 octobre 1875 - 17 août 1881      |
| Generalleutnant              | Gustav von Arnim                      | 18 octobre 1881 - 2 juillet 1887    |
| Generalmajor/Generalleutnant | Eduard von Jena (de)                  | 16 mai 1891 - 18 décembre 1893      |
| Generalleutnant              | Johannes von Dettinger (de)           | 22 décembre 1893 - 21 mars 1895     |
| Generalleutnant              | Werner von Otto                       | 19 avril 1896 - 14 juin 1899        |
| Generalleutnant              | Conrad von Hugo (de)                  | 15 juin 1899 - 25 mars 1902         |
| Generalleutnant              | Armand von Ardenne                    | 1er avril 1902 - 24 avril 1904      |
| Generalleutnant              | Friedrich von Bernhardi               | 24 avril 1904 - 19 décembre 1907    |
| Generalmajor/Generalleutnant | Adolf von Oven                        | 19 décembre 1907 - 4 novembre 1911  |
| Generalleutnant              | Bogislav von Schwerin (de)            | 5 novembre 1911 - 1er avril 1913    |
| Generalleutnant              | Johannes Riedel                       | 1er avril 1913 - 24 novembre 1916   |
| Generalmajor                 | Hans von der Esch (de)                | 24 novembre 1916 - 3 novembre 1918  |
| Generalleutnant              | Carl Nehbel                           | 4 novembre 1918 - 26 janvier 1919   |
| Generalmajor                 | Johannes von Malachowski              | 27 janvier - 21 février 1919        |
| Generalleutnant              | Karl von Stumpff (de)                 | 22 février - 20 juin 1919           |